# Interpresse
Interpresse var et innovativt og kreativt tegneserieforlag med en dominerende position på det danske marked især i den periode, da interessen for tegneserier kulminerede – dvs. fra begyndelsen af 1970'erne og indtil video, computerspil og computeranimation ændrede konkurrencen radikalt fra midten af firserne og frem.
Blandt de danske skabere, der har været associeret med Interpresse er Peter Madsen, Freddy Milton, og Teddy Kristiansen.
Blandt de udgivelser som Interpresse har udgivet med succes er Superman og Fredsbomben (1990) og serien Valhalla-

## Internationale grene
Interpresse startede en belgisk afdeling i 1965, der blev drevet indtil 1980. I 1967 slog Interpresse sig sammen med det franske forlag Sagédition og dannede Interpresse; Sagédition i Frankrig, primært for at udgive Superman et Batman; dette fungerede frem til 1968, hvor tilen blev overtaget af Interpresse Belgium.
Interpresse købte den danske gren af Williams Publishing i sommeren 1976; og d. 1. januar 1977 købte selskabet det danske forlag Runepress, .
Fra 1977 til 1986 drev firmaet en norsk gren af Interpresse.
Interpresse købte de danske udgivelsesrettigheder til tegneserier fra Winthers Forlag i 1984.

## Ejere
Forlaget blev startet af den unge danske historiestuderende Arne Stenby sammen med den svenske bladkonge Armas Morby i 1954 (de første år under navnet Stenby Tryk). Forlag og trykkeri rykkede i 1961 sammen i nye bygninger på Krogshøjvej i Bagsværd. I 1973 blev Morby købt ud og Arne Stenby solgte 50 procent af Interpresse til den svenske Bonnier-koncern, Den resterende del af Stenbys anparter købte Bonnier i 1986. Udgivelsen af alle albumserier blev i 1991 samlet i det dengang ligeledes Bonnier-ejede Carlsen, hvorefter Interpresse fortsatte som et rent bladforlag indtil alle tegneserieudgivelser fra den 2. juli 1997 blev overtaget af danske Egmont Serieforlaget.

## Redaktører
Gennem årene blev forlaget udadtil tegnet af en række markante redaktør-personligheder.
- Tonny Lützer (1964-73)
- Uno Krüger (1968-76)
- Per Sanderhage (1971-74)
- Marianne Kidde (1973-82)
- Henning Kure (1974-87)
- Carsten Søndergaard (1975-93)
- Michael G. Nielsen (1986-97)

## Biografier
- Michael G. Nielsen og Per Sanderhage, red. (2004): INTERPRESSE – historien om et forlag. København: Fantask. 112 sider.